# (294595) Shingareva
(294595) Shingareva est un astéroïde de la ceinture principale. Il est nommé en l'hommage de la géographe extra-terrestre Kira Shingareva.

## Description
(294595) Shingareva est un astéroïde de la ceinture principale. Il fut découvert le 6 janvier 2008 à Zelenchukskaya Station par Timur V. Kryachko. Il présente une orbite caractérisée par un demi-grand axe de 3,16 UA, une excentricité de 0,09 et une inclinaison de 9,0° par rapport à l'écliptique.

## Compléments